# Neutronenquelle
Neutronenquellen dienen zur Gewinnung freier Neutronen für Forschungs- oder Anwendungszwecke. Sie beruhen meist auf  Kernreaktionen, in einigen Fällen jedoch auf Spontanspaltung.
Die freigesetzten Neutronen sind zunächst stets schnelle Neutronen mit kinetischen Energien von mindestens einigen hundert keV. Werden thermische Neutronen benötigt, so wird die Quelle mit einem Moderator kombiniert.
Die Anzahl der von der Quelle pro Zeitintervall abgegebenen Neutronen, dividiert durch dieses Zeitintervall, heißt Quellstärke. Praktisch wichtiger ist oftmals die Neutronenflussdichte, die auf einer zu bestrahlenden Probe erzielt werden kann; sie hängt ab von der Quellstärke, von der Geometrie der Anordnung (Ausdehnung der Quelle, Ausdehnung der Probe und Abstand zwischen ihnen) und davon, ob die Quelle die Neutronen isotrop, d. h. in alle Richtungen gleichmäßig, oder anisotrop abgibt. Die radioaktiven Neutronenquellen emittieren isotrop, die auf Teilchenbeschleunigern basierenden Quellen im Allgemeinen anisotrop. Bei Kernreaktoren ist je nach Wahl des Bestrahlungsortes beides möglich.

## Radioaktive Neutronenquellen
Die nachstehend beschriebenen Quellen erfordern den Sicherheitsaufwand, der beim Umgang mit Radioaktivität stets nötig ist. Sie haben aber den Vorteil, klein und leicht transportabel zu sein. Die anderen, weiter unten beschriebenen Quellen sind fast immer ortsfeste Anlagen. Ein weiterer Nachteil ist, dass Radioaktivität nicht "ausgeschaltet" werden kann – das radioaktive Material zerfällt unabhängig davon, ob die Neutronenquelle genutzt wird. 

### Alpha-Beryllium-Neutronenquellen
Eine Mischung aus einem Alphastrahler und einem Material wie Beryllium, das einen verhältnismäßig großen Wirkungsquerschnitt für die (α,n)-Kernreaktion hat, stellt eine Neutronenquelle dar. Der 9Be-Kern nimmt dabei das α-Teilchen auf, so dass ein 13C-Compoundkern entsteht; dieser zerfällt anschließend in einen 12C-Kern und ein Neutron. Das Energiespektrum der frei werdenden Neutronen liegt im MeV-Bereich und hängt im Einzelnen vom verwendeten Alphastrahler ab. Gebräuchlich sind Gemische aus Radium, Polonium, Plutonium oder Americium mit Beryllium. Einige Gramm des Gemisches befinden sich in einem dicht verschlossenen Metallgehäuse. Der Austritt der Alphateilchen selbst wird durch das Gehäuse verhindert, jedoch geben die Quellen neben den Neutronen unvermeidlich auch Gammastrahlung ab.
Solche Quellen wurden vor allem in der Anfangsphase der Kernphysik für Experimente benutzt. Man verwendet sie nach wie vor beispielsweise zur Prüfung und Kalibrierung von Neutronendetektoren, zur Aktivierung mit Neutronen, in Kernwaffen sowie in Kernreaktoren, um auch bei abgeschaltetem (unterkritischem) Reaktor einen messbaren Neutronenfluss zu erzeugen. Die Entdeckung des Neutrons gelang 1932 James Chadwick durch Bestrahlung von Beryllium mit Alphastrahlung aus einer Radium-Alphaquelle, somit ist diese Art Neutronenquelle dem Prinzip nach die Älteste.
Radium-Beryllium-Neutronenquellen sind bis zu Quellstärken von einigen 107 Neutronen pro Sekunde hergestellt worden. Wegen der langen Halbwertszeit von 226Ra (1600 Jahre) haben sie gegenüber anderen mobilen Neutronenquellen den Vorteil langer Nutzbarkeit.

### Spontanspaltungs-Neutronenquellen
Mit einem Hochflussreaktor können Nuklide hergestellt werden, die durch Spontanspaltung zerfallen, zum Beispiel Californium 252Cf mit einer Halbwertszeit von 2,65 Jahren. Im Mittel werden je Spaltprozess etwa 3 Neutronen abgegeben. Das Energiespektrum dieser Neutronen ist nahezu gleich dem aus der induzierten Kernspaltung. Daher haben diese Quellen besondere Bedeutung bei Experimenten zur Reaktorphysik. In Kernreaktoren werden 252Cf-Quellen als „Anfahrquellen“ im sog. Erstkern, wenn noch keine anderen Neutronenquellen und Brennelemente mit höherem Abbrand vorhanden sind, eingesetzt. Sie dienen dann auch zur sicherheitstechnisch wichtigen Überprüfung der Funktion der Neutronenflussmessung.

### Gamma-Beryllium-Neutronenquellen
Eine Mischung aus einem Gammastrahler und einem Material, das einen großen Wirkungsquerschnitt für die (γ,n)-Kernreaktion hat, stellt eine Neutronenquelle dar. Gebräuchlich ist ein Gemisch aus Antimon (Sb) mit Beryllium (Be), das in Kernreaktoren als sogenannte sekundäre Neutronenquelle eingesetzt wird. Erst im Betrieb des Reaktors entsteht aus 123Sb das γ-strahlende 124Sb, das in einer (γ,n)-Kernreaktion mit 9Be Neutronen freisetzt. (9Be(γ,n)8Be → 2 4He)
Der Gammaquant muss zur Freisetzung von Neutronen deren Bindungsenergie liefern (Energieerhaltung). Diese ist bei den meisten Nukliden recht hoch (8–10 MeV; bei 12C gar 18,72 MeV) und entsprechend starke Gammaquellen nicht einfach verfügbar und schwer abzuschirmen. Beryllium-9 ist aber mit nur 1,67 MeV eine Ausnahme. Daher kann 124Sb mit seinen 1,69 MeV-Gammastrahlen die „Schwelle“ für den Ausstoß von Neutronen aus 9Be knapp überwinden.
Im Reaktorbetrieb finden in den Sekundärneutronenquellen zusätzliche Reaktionen zwischen Beryllium (Be) und den im Reaktor reichlich vorhandenen Gammastrahlen und den Neutronen statt. Dabei entsteht überwiegend Helium (He), aber in verschiedenen Reaktionen auch reichlich Tritium (3H) sowie ein kleiner Anteil an langlebigem 10Be (Halbwertszeit 1,51·106 Jahre). Bei der Zerlegung von Neutronenquellen unter Wasser, was für die endlagergerechte Verpackung nötig ist, entweicht das (inaktive) Helium in gut sichtbaren Blasen, wodurch sich diese Sekundärneutronenquellen sehr leicht von anderen, ähnlich aussehenden Bauteilen unterscheiden lassen.
Auch bei Deuterium ist die Bindung des Neutrons an den Kern mit 2,22 MeV verhältnismäßig schwach. In Schwerwasserreaktoren, deren Moderator während des Betriebs Gammastrahlung verschiedener Wellenlängen ausgesetzt ist, trägt dieser Effekt zum Neutronenfluss bei und bewirkt – aufgrund der großen Reichweite von Gammastrahlung – einen Ausgleich der Neutronenflussdichte zwischen verschiedenen Teilen des Reaktorkerns. Gamma-Deuterium-Neutronenquellen werden auch produziert, sind jedoch aufgrund es hohen Preises von Deuterium und der höheren benötigten Energie der auslösenden Gammaquanten weniger verbreitet als solche auf Berylliumbasis.

## Kernreaktoren als Neutronenquellen

### In Forschungsreaktoren
Jeder in Betrieb befindliche Kernreaktor ist unvermeidlich eine starke Neutronenquelle, da bei der Kernspaltung schnelle freie Neutronen (mittlere Energie etwa 2 MeV) entstehen. Reaktoren, die als Neutronenquelle und nicht zur Energiegewinnung dienen, sind eine Unterkategorie der Forschungsreaktoren. Die stärkste auf Kernspaltung basierende Neutronenquelle der Welt, welche zu Forschungszwecken dient, ist der Forschungsreaktor München II. Mit einer thermischen Leistung von 20 MW ist dieser Reaktor weit vom Ideal des Nullleistungsreaktors entfernt, und stellt wohl ein praktisches Maximum der durch Kernspaltung erzielbaren Neutronenflussdichten dar, oder hat sich diesem zumindest angenähert.

### In kommerziellen Leistungsreaktoren
Um einen möglichst hohen „Abbrand“ zu erzielen, werden kommerzielle Kernreaktoren üblicherweise mit Brennelementen beladen, die möglichst viel spaltbares Material enthalten. Das würde bei „frischen“ Brennstoff aber zu hohen Neutronenflussdichten führen, welche die Gefahr einer Leistungsexkursion bergen. Daher werden so genannte Steuerstäbe aus Neutronengiften wie Cadmium, Silber oder Bor in den Reaktorkern eingeführt und mit zunehmendem Abbrand nach und nach wieder heraus gezogen. Die Reaktorschnellabschaltung kann durch schnelles Einfahren aller Steuerstäbe zur selben Zeit erreicht werden.

### Verwendung „überschüssiger“ Neutronen aus Leistungsreaktoren
Die in den Steuerstäben unvermeidlich stattfindenden Neutroneneinfänge können teilweise instabile Isotope bilden, die anschließend betazerfallen. In den allermeisten kommerziellen Kernkraftwerken ist dies ein unvermeidlicher aber hingenommener Nebeneffekt. Oftmals wird sogar ein wertvolles Material (wie Silber) in ein weniger wertvolles (wie Cadmium) transmutiert. Eine Ausnahme hiervon sind CANDU-Reaktoren, in denen ein Teil der Steuerstäbe durch Kobalthaltige Stäbe ersetzt wird, um Kobalt-60 zu erzeugen. Kobalt-60 ist ein wichtiges Radionuklid in Industrie, Technik und Medizin und wird unter anderem verwendet, um Lebensmittelbestrahlung durchzuführen. Rund 40 % der Einweg-Medizinprodukte weltweit werden mit Kobalt-60 aus CANDU-Reaktoren sterilisiert. Die Betreiber der CANDU-Reaktoren sowie anderer potentiell geeigneter Reaktortypen versuchen diesen „Nebenerwerb“ auf andere Nuklide, zum Beispiel Lutetium-177, auszuweiten.

## Erzeugung freier Neutronen mit Teilchenbeschleunigern

### Allgemein
Bei jeder Kernreaktion, bei der genügend Energie zur Verfügung steht, ist Emission von Neutronen möglich. Die so erzielbaren Neutronenflussdichten sind – je nach Beschleuniger-Typ – größer als die radioaktiver Quellen. Durch geeignete Wahl der Reaktion lassen sich die Neutronenenergien variieren sowie teilweise monoenergetische Neutronen erzeugen. Eine Pulsung des Beschleunigerstrahls erlaubt Flugzeitmessungen zwecks Energiebestimmung der Neutronen.
Beispiele für praktisch als Neutronenquelle genutzte Reaktionen:
(p,n)-Reaktionen:
7Li + p {\displaystyle \rightarrow } 7Be + n
(d,n)-Reaktionen:
2H + 2H {\displaystyle \rightarrow } 3He + n (sog. dd-Reaktion);
2H + 3H {\displaystyle \rightarrow } 4He + n (sog. dt-Reaktion).
Neutronengeneratoren auf der Basis der dt-Reaktion liefern Neutronen relativ hoher Energie (über 14 MeV). Sie sind daher ein wichtiges Werkzeug der experimentellen Kernphysik und der Forschung für Kernfusionsreaktoren, da diese die gleiche Kernreaktion nutzen. dt-Neutronengeneratoren erreichen Quellstärken bis zu etwa 1013 Neutronen pro Sekunde (Anlage SNEG-13 in Sergijew Possad, Russland).
(α,n)-Reaktionen:
Alle Reaktionen der oben genannten radioaktiven Quellen sind auch mit Alphateilchen aus einem Beschleuniger möglich.

### Spallations-Neutronenquellen
Als Spallation bezeichnet man eine Kernreaktion, bei der ein energiereiches Teilchen (Beispiel: ein Proton von 500 MeV) einen Kern trifft, aus ihm zunächst ein oder mehrere Nukleonen „herausschlägt“ und zusätzlich den Kern „aufheizt“. Als Folge dieser Aufheizung „verdampfen“ aus dem Kern viele weitere Nukleonen. Das Neutronenspektrum zeigt daher ein Maximum bei rund 3 MeV und einen weniger intensiven Ausläufer bis zu hunderten MeV.
Spallationsneutronenquellen stellen einen Ersatz für Forschungsreaktoren dar. Sie sind wegen des notwendigen Großbeschleunigers komplizierter und aufwändiger als Reaktoren, haben aber Vorteile hinsichtlich der leichten Ein- und Abschaltbarkeit und in Bezug auf radioaktiven Abfall. Sie sind dennoch kerntechnische Anlagen und das Target wird stark aktiviert. Da die unweigerlich anfallende thermische Leistung der Kernspaltung die erreichbaren Neutronenflussdichten limitiert, sind die stärksten derzeit verfügbaren oder geplanten Neutronenquellen allesamt Spallationsquellen, da deren Stärke kaum ein Limit nach oben gesetzt ist.
Eine in Betrieb befindliche Anlage ist SINQ in Villigen (Schweiz). Im Bau ist die Europäische Spallationsquelle in Lund (Schweden).

### Elektronen-Bremsstrahlung als Neutronenquelle
Schnelle Elektronen erzeugen beim Auftreffen auf Materie Bremsstrahlung. Bei Elektronenenergien ab etwa 10 MeV hat die Bremsstrahlung Energien oberhalb der Bindungsenergie der Neutronen in den Targetkernen. Über die Reaktion (γ,n), den Kernphotoeffekt, werden dann schnelle Neutronen freigesetzt. Bei schweren Kernen ist auch Photospaltung möglich, die wie jede Kernspaltung zur Emission von Neutronen führt.
Elektronenbeschleuniger werden nicht eigens als Neutronenquellen gebaut. Jedoch werden an einigen ohnehin vorhandenen Elektronenbeschleunigern zusätzlich Neutronenquellen dieser Art betrieben. Beispielsweise erzeugt eine solche Quelle an der Anlage ELBE mit der Bremsstrahlung von 40-MeV-Elektronen bis zu 2×1011 Neutronen pro Sekunde in kurzen Pulsen.

### IFMIF
Die geplante International Fusion Materials Irradiation Facility (IFMIF) soll die Reaktionen von auf 40 MeV beschleunigten Deuteronen mit Lithium nutzen. Ihr Neutronenspektrum reicht bis etwa 50 MeV, die nutzbare Neutronenflussdichte bis 1015 cm−2s−1.

## Pyroelektrische Fusion
Bei der Pyroelektrischen Fusion wird mittels pyroelektrischer Kristalle eine der oben genannten (d,n)-Kernreaktionen ausgelöst. Diese Methode ist als transportable Neutronenquelle geeignet.

## Farnsworth-Hirsch-Fusor
Der Farnsworth-Hirsch-Fusor ist eine Kernfusionsapparatur, die ebenfalls der Neutronenerzeugung dient. Es beruht auf dem Prinzip des elektrostatischen Plasmaeinschlusses (englisch Inertial Electrostatic Confinement). Es gibt industriell einsetzbare Neutronengeneratoren dieser Art.